# Pishacha
Les Pishacha (Sanskrit: पिशाच, Piśāca) sont des démons mangeurs de chair dans la mythologie hindoue. 

## Description
Ils sont les fils de Kashyapa et de Krodhavasa, une des filles de Prajapati Daksha.